# کمیلو کاندیدو
کمیلو کاندیدو (انگلیسی: Camilo Cándido؛ زادهٔ ۲ ژوئن ۱۹۹۵) بازیکن فوتبال اهل اروگوئه است. وی در تیم ناسیونال اروگوئه بازی کرده است.